# Хартія європейської безпеки
Хартія європейської безпеки — концепція безпеки світового співтовариства, орієнтована на XXI століття, прийнята на саміті ОБСЄ в Стамбулі в листопаді 1999 року.
В її основу покладено два принципи: колективності, при якій «безпека кожної держави-учасниці нерозривно пов'язана з безпекою всіх інших», і «першочергової відповідальності РБ ООН за підтримку міжнародного миру». ОБСЄ визначена як одна з основних організацій по мирному врегулюванню суперечок в її регіоні і одним з головних інструментів в області раннього попередження та запобігання конфліктів.